# まみや綸
まみや 綸（まみや りん、6月28日 - ）は、日本の漫画家。宮城県出身。血液型O型。2005年、『ビターエンドラバー』
で、第2回オールマーガレット新人まんが大賞を受賞しデビュー。

## 作品リスト
全て集英社、マーガレットコミックスから刊行されている。
- Make Sweet（2009年、ISBN 978-4-08-846424-4）
- 放課後Love age（2010年、ISBN 978-4-08-846486-2）
- ハートビート!!（2011年、ISBN 978-4-08-846653-8）
- ここだけの話（2012年、全2巻）
  1. ISBN 978-4-08-846737-5
  2. ISBN 978-4-08-846844-0
- 寮でキミと（2014年、ISBN 978-4-08-845228-9）

### アンソロジー
- I LOVE YOU（2010年、藤宮あゆ、あいだ夏波、まみや綸、小村あゆみ、タカハシマコ、如月園、ISBN 978-4-08-846603-3）
- NOT FRIEND,BUT…（2011年、葉月めぐみ、上田倫子、梨花チマキ、まみや綸、やまもり三香、桃森ミヨシ、ISBN 978-4-08-846613-2）